# Román Escolano
Román Escolano Olivares (prononcé en espagnol : [roˈman ɛskoˈlano oliˈβaɾes]) est un économiste, haut fonctionnaire et homme politique espagnol, né le 20 septembre 1965 à Saragosse.
Diplômé en sciences économiques de l'université autonome de Madrid, il intègre à la fin des années 1980 le corps supérieur des techniciens commerciaux et économistes de l'État. Il est le conseiller économique de José María Aznar de 2000 à 2004, puis il rejoint le secteur bancaire. Il devient président de l'Institut du crédit officiel en 2012 et vice-président de la Banque européenne d'investissement (BEI) deux ans après.
En 2018, il est choisi par Mariano Rajoy comme nouveau ministre de l'Économie après la désignation de Luis de Guindos comme vice-président de la Banque centrale européenne (BCE). Il n'occupe son poste que trois mois, faisant de son mandat ministériel l'un des plus brefs de la démocratie espagnole. Il reprend alors une activité professionnelle, partagée entre le monde universitaire et le secteur de l'expertise-conseil.

## Famille
Román Escolano Olivares naît à Saragosse le 20 septembre 1965. Il est le fils de Román Escolano, employé de la banque saragossane Ibercaja, et  Carmen Olivares, professeure d'anglais. Ses parents étaient de grands amateurs d'art, notamment la gravure, et ont donné une partie de leur collection au gouvernement régional d'Aragon.
Il est marié et père de trois enfants.

## Formation
Román Escolano est diplômé en sciences économiques et de l'entreprise à l'université autonome de Madrid (UAM) en 1988, puis a suivi un programme en haute direction des entreprises à l'IESE Business School, rattaché à l'université de Navarre. Il accède ensuite par concours au corps supérieur de techniciens commerciaux et économistes de l'État en 1989. En 1994, il aide Nadia Calviño, sa future successeure comme ministre de l'Économie, à préparer ce même concours, qu'elle passer avec succès,.

## Du cabinet d'Aznar à la BEI
Román Escolano est conseiller exécutif du secrétaire d'État aux Communautés européennes avant d'être nommé conseiller économique et commercial auprès de l'ambassade d'Espagne en Thaïlande. Proche du Parti populaire (PP), il devient après l'accession du PP au pouvoir, en 1996, conseiller au cabinet du ministre du Travail, puis au département des Affaires économiques et sociales de la présidence du gouvernement à partir de 1998.
Il intègre en 1999 le conseil de l'Institut espagnol du commerce extérieur (ICEX) sur décision du ministre de l'Économie et des Finances.
Entre 2000 et 2004, il est directeur du département de l'Économie du cabinet de la présidence du gouvernement et conseille alors le président du gouvernement José María Aznar. Il est ensuite directeur des Relations institutionnelles de la banque BBVA entre 2006 et 2011. En 2012, il devient président de l'Institut officiel de crédit (ICO), un organisme placé sous l'autorité du ministère des Finances.
À la suite d'un accord avec le gouvernement portugais pour le proposer comme vice-président de la Banque européenne d'investissement, il prend ses fonctions en septembre 2014, succédant à Magdalena Álvarez.

## Ministre espagnol de l'Économie

### Nomination

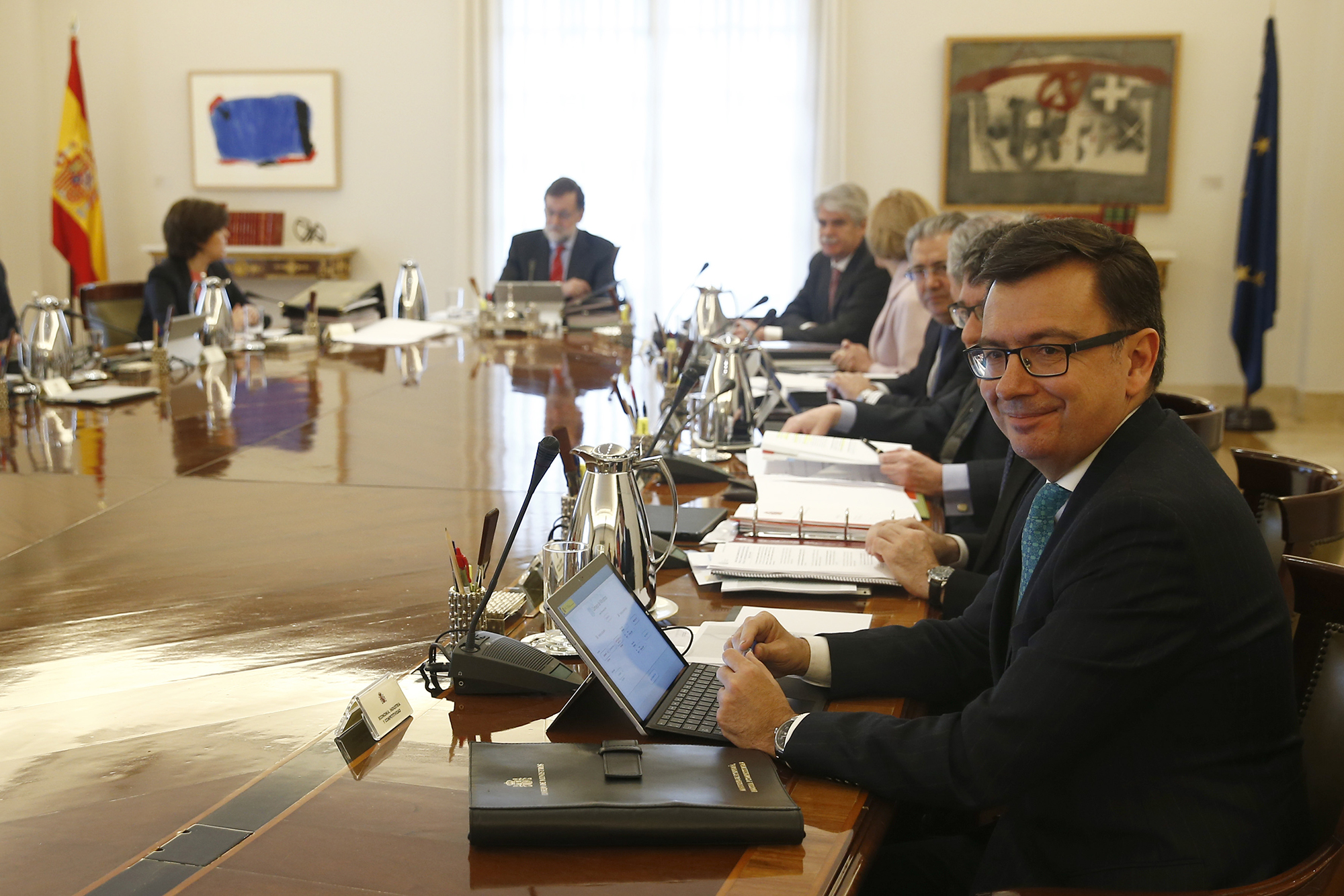
Le 9 mars 2018, Román Escolano participe à son premier Conseil des ministres.

Au mois de février 2018, le gouvernement espagnol envisage de présenter la candidature du ministre de l'Économie Luis de Guindos au poste de vice-président de la Banque centrale européenne (BCE). Le nom de Román Escolano est alors cité comme un candidat potentiel à sa succession, avec notamment le ministre de l'Énergie Álvaro Nadal, la ministre de l'Agriculture Isabel García Tejerina, le secrétaire d'État au Budget Alberto Nadal et le dirigeant d’Iberdrola Fernando Becker.
Le 7 mars, le gouvernement espagnol publie un communiqué informant que Román Escolano sera le prochain ministre de l'Économie, de l'Industrie et de la Compétitivité en remplacement Guindos, effectivement élu vice-président de la BCE et qui soutenait sa désignation. Son assermentation est prévue dès le lendemain, afin qu'il puisse participer le 9 mars à la réunion hebdomadaire du Conseil des ministres. Il est ainsi préféré à Becker, perçu comme le favori.

### Objectifs, annonces et décisions
Lors de son premier Conseil des ministres, le gouvernement propose de le remplacer dans ses fonctions à la BEI par la secrétaire générale du Trésor, Emma Navarro.
Parmi les principales priorités de Román Escolano trouvent la présentation du projet de loi de finances pour 2018, la privatisation de Bankia et la réforme des organismes de régulation des marchés.
Auditionné le 4 avril par la commission de l'Économie du Congrès des députés, il affirme que « il y aura de la continuité, sans l'inertie du continuisme ». Il confirme son objectif de réformer les organes de régulation et supervision, notamment en divisant la Commission nationale des marchés et de la concurrence en deux entités distinctes, et en créant diverses autorités indépendantes pour contrôler les assurances, les fonds de pension, et protéger les épargnants. Il explique avoir l'intention de réviser l'ensemble des dispositifs de soutien financier aux entreprises pour identifier de possibles moyens d'en améliorer l'efficience, de développer la coordination et la complémentarité entre eux, et d'en faciliter l'accès aux petites et moyennes entreprises.
Le 29 mai, alors que le Parti socialiste a déposé une motion de censure contre Mariano Rajoy, Escolano annonce la nomination de Pablo Hernández de Cos au poste de gouverneur de la Banque d'Espagne. Tandis que le ministre de l'Économie salue la qualité professionnelle et la trajectoire « impeccable » du candidat retenu, l'opposition — qui reconnaît les mérites techniques d'Hernández de Cos — critique le maintien de cette désignation alors que l'exécutif pourrait chuter quelques jours plus tard.

## Passage dans le privé
Lors de l'adoption de la motion de censure contre Rajoy le 1er juin suivant, Román Escolano siège au gouvernement depuis seulement 85 jours, ce qui fait de lui à cette époque l'un des plus brefs ministres de l'histoire démocratique, après José Luis García Ferrero en 1982. Alors qu'il a renoncé à un traitement de 23 000 € mensuels au sein de la BEI, il pourra recevoir pendant la durée équivalente à son passage au gouvernement une pension mensuelle de 4 900 €.
Il devient trois mois plus tard professeur de macro-économie et de systèmes financiers au collège universitaire économique et financier (Cunef) de l'université complutense de Madrid (UCM). Au début du mois d'octobre, il reçoit le feu vert du bureau des conflits d'intérêts pour son recrutement par Ernst & Young en qualité de consultant extérieur. Le cabinet d'expertise-conseil Llorente & Cuenca l'embauche en janvier 2019, au poste de conseiller principal de son département de Contexte économique.
Le 18 février suivant, le nouveau président du Parti populaire Pablo Casado le choisit pour faire partie de son équipe de conseillers économiques dans la perspective des élections générales anticipées du 28 avril. Ce groupe est chargé d'émettre des propositions dans le domaine de la fiscalité, des finances publiques ainsi que des mesures économiques qui seront intégrées au programme du parti, piloté par Andrea Levy. Il réintègre en septembre 2020 la Banque européenne d'investissement, au poste de chef de groupe au sein de la direction de la Gestion des risques, ce qui le contraint à démissionner de Llorente & Cuenca, qui assure son remplacement en recrutant l'ancien ministre socialiste Jordi Sevilla.

## Distinctions et décorations
- Grand-croix de l'ordre de Charles III[26] (2018)
- Officier de l'ordre national du Mérite[27] (2014)